# 晴れのちボクらは恋をする
『晴れのちボクらは恋をする』（はれのちぼくらはこいをする、原題：幸福最晴天）は中国大陸・台湾共同制作のテレビドラマ。全25話。
日本では2011年4月15日から2011年7月8日までアジアドラマチックTVで放送された。その後BS日テレ、ホームドラマチャンネル、エンタメ〜テレでも放送された。

## エピソード・サブタイトル
全25話
| 各話   | サブタイトル       | 放送日        |
| ------ | ------------------ | ------------- |
| 第1話  | 最悪の出会い       | 2011年4月15日 |
| 第2話  | 運命の再会         | 2011年4月20日 |
| 第3話  | 写真の中のパパ     | 2011年4月22日 |
| 第4話  | 8年前の真実        | 2011年4月27日 |
| 第5話  | 父子の絆           | 2011年4月29日 |
| 第6話  | 王子様のご来臨     | 2011年5月4日  |
| 第7話  | 息子の親権争い     | 2011年5月6日  |
| 第8話  | 契約結婚           | 2011年5月11日 |
| 第9話  | 奇妙な披露宴       | 2011年5月13日 |
| 第10話 | 運命の初夜         | 2011年5月18日 |
| 第11話 | 最後の難関         | 2011年5月20日 |
| 第12話 | 兄への挑戦状       | 2011年5月25日 |
| 第13話 | 偽りの婚約         | 2011年5月27日 |
| 第14話 | 夫婦ごっこの行方   | 2011年6月1日  |
| 第15話 | 友情は波乱の始まり | 2011年6月3日  |
| 第16話 | シャン家の生活     | 2011年6月8日  |
| 第17話 | 予期せぬ妊娠       | 2011年6月10日 |
| 第18話 | １年後の約束       | 2011年6月15日 |
| 第19話 | シャン家に嫁ぐ日   | 2011年6月17日 |
| 第20話 | 嵐の予感           | 2011年6月22日 |
| 第21話 | 幸せへの入り口     | 2011年6月24日 |
| 第22話 | 運命のイタズラ     | 2011年6月29日 |
| 第23話 | 決別               | 2011年7月1日  |
| 第24話 | 夢のパティシエ     | 2011年7月6日  |
| 第25話 | 雨のち快晴         | 2011年7月8日  |

## キャスト
| 役名                          | 俳優名                        | 役柄                                                         |
| ----------------------------- | ----------------------------- | ------------------------------------------------------------ |
| シャン・ユンチエ （項允傑）   | 賀軍翔 （マイク・ハー）       | ティエンユ・グループの社長、冷血で潔癖症                     |
| ファン・ヨンヨン （方詠詠）   | 張鈞甯 （チャン・チュンニン） | ホテルの清掃係、児童施設で育った                             |
| シャン・ユンチャオ （項允超） | 李易峰 （リー・イーフォン）   | ユンチエの弟                                                 |
| ワン・ラン （汪嵐）           | 周子涵 （チョウ・ツーハン）   | 中国のテレビ局のアナウンサー、 8年前に離婚したユンチエの元妻 |
| コン・シンチエ （孔心潔）     | 李金銘 （リー・チンミン）     | 大富豪の娘、ユンチャオに想いを寄せる                         |
| ワン・ニエンチエ （汪念傑）   | 鄭偉 （チェン・ウェイ）       | ユンチエとワン・ランの息子                                   |
| ホァン・スーハン （黃斯瀚）   | 李智楠 （リー・ジーナン）     | 中国のテレビ局のプロデューサー                               |

## スタッフ
- 監督 - 徐輔軍（シュー・フージュン）

## 主題歌
オープニングテーマ
- 『有溫柔』

歌 - 郭靜（クレア・クオ）
エンディングテーマ
- 『傷日快樂』

歌 - 張韶涵（アンジェラ・チャン）

## ソフトウェア

### DVD
販売元：アミューズソフトエンタテインメント
- 「晴れのちボクらは恋をする〜幸福最晴天〜DVD-BOX1」（2011年10月28日）
- 「晴れのちボクらは恋をする〜幸福最晴天〜DVD-BOX2」（2011年11月25日）
- 「晴れのちボクらは恋をする〜幸福最晴天〜DVD-BOX3」（2011年12月22日）

## 日本国内放送局
| 放送地域 | 放送局                      | 放送期間                | 放送日時                     | 放送系列 |
| -------- | --------------------------- | ----------------------- | ---------------------------- | -------- |
| 日本全域 | アジアドラマチックTV★So-net | 2011年4月15日 - 7月8日  | 毎週金曜 12時00分 - 13時02分 | CS放送   |
| 日本全域 | BS日テレ                    | 2011年7月6日 - 12月21日 | 毎週水曜 23時00分 - 24時00分 | BS放送   |